# Maria Bofill
María de Cervelló Bofill i Francí (Barcelona, 6 de mayo de 1937 – 30 de marzo de 2021) fue una ceramista española.

## Carrera
En 1953 ingresó en la Escuela Massana donde se formó, y en el taller de cerámica de Jordi Aguadé i Clos, donde trabajó entre 1956 y 1961. Desde 1965 hasta que se retiró en 2002 fue profesora de la Escuela Massana.
En 1969 ganó una beca de la Fundación de Arte Castellblach para estudiar en Tokio. Realizó prácticas invitada como profesora investigadora en Hammersmith College of Art and Building (Londres), Sunderland Polytechnic of Art and Design (Sunderland), Kyoto City University of Arts (Kioto), Universidad Veracruzana ( Veracruz, México), Hartwick College (Nueva York, EE. UU.), Triennale de la Porcelaine (Nyon, Suiza), University of Haifa (Israel), European Ceramics Work Center (Hertogenbosch, Holanda), Atelier de Céramique Artistique Méditerranéenne (Hammamet, Túnez) ) y Simposio Internacional de Cerámica en Siklos (Hungría), entre otros. Ha sido premiada en diversos concursos y su obra forma parte de prestigiosas colecciones de arte a nivel internacional.
La fuente de su inspiración fueron principalmente elementos naturales, referentes paisajísticos que reinterpretaría y en algunas ocasiones también elementos arquitectónicos. Gran investigadora, tanto de la forma como de la materia, fue una pionera en el uso artístico de la porcelana por las grandes posibilidades que le ofrecía de texturas y color, siendo a partir de 1980 el material que más la representó.
Bofill también fue miembro de la Academia Internacional de Cerámica hasta su muerte.
Murió de COVID-19 el 30 de marzo de 2021 durante la pandemia en un hospital de Barcelona, donde se contagió tras ser ingresada para una intervención quirúrgica relacionada con el cáncer que padecía.
En el Museu del Disseny de Barcelona se puede ver parte de su obra, donde también se conserva su fondo documental.